# Epeolus pubescens
Epeolus pubescens är en biart som beskrevs av Cockerell 1937. Epeolus pubescens ingår i släktet filtbin, och familjen långtungebin. Inga underarter finns listade i Catalogue of Life.